# Jair Bolsonaro
Jair Messias Bolsonaro (født 21. marts 1955 Glicério, São Paulo) er en brasiliansk reserveofficer og politiker, der var Brasiliens præsident fra 2019 til 2022. 
Ved præsidentvalget i 2022 tabte Bolsonaro til Luiz Inácio da Silva ("Lula") og fratrådte således præsidentembedet den 1. januar 2023. Bolsonaros tilhængere stormede landets parlament 8. januar 2023, da de ikke anerkender hans nederlag i præsidentvalgt året før. Bolsonaro fordømte efterfølgende dette angreb.
Bolsonaro tilhører det socialliberale parti (Partido Social Liberal) og har været medlem af landets parlament siden 1991 for forskellige partier. Han blev valgt til Brasiliens præsident i 2018 og  tiltådte embedet 1. januar 2019. 
Han har modtaget kritik for sin manglende håndtering af skovbrandene i Amazonas, og i 2020 også for hans manglende håndtering af coronaviruspandemien.